# Zhu Yongxin
Det här är en artikel om en person med kinesiskt personnamn; Zhu är familjenamnet.
Zhu Yongxin, född 8 januari 2004, är en kinesisk simhoppare.

## Karriär
Vid VM 2025 i Singapore tog Zhu guld i mixat parhopp från 10-metersplattformen tillsammans med Xie Peiling.